# Laurence Willemse
Laurence Willemse (Brussel, 29 juni 1983) is een Belgisch politica voor Ecolo.

## Biografie
Willemse behaalde in 2006 het diploma van licentiate in de toegepaste communicatie, optie journalistiek aan de hogeschool IHECS en werd in 2007 master in de politieke wetenschappen en de bestuurskunde aan de ULB.
Na haar studies werkte Willemse van 2007 tot 2009 als attaché op het kabinet van Ecolo-politica Christine Smeysters, de toenmalige schepen van Openbare Werken, Mobiliteit en Stadsontwikkeling in Schaarbeek, en van 2009 tot 2014 was ze politiek raadgever bij de regionale Ecolo-federatie voor het Brussels Hoofdstedelijk Gewest. Daarna werkte ze in 2015 enkele maanden als stagiaire aan een project rond afvalbeheer op de cel milieubeheer van de overheidsdienst Leefmilieu Brussel en was ze van 2015 tot 2019 aan de slag als communicatieverantwoordelijke en community manager bij de overheidsdienst Brussel Mobiliteit. In oktober 2019 werd Willemse politiek raadgever op het kabinet van Brussels minister Elke Van den Brandt, op de cel mobiliteit, verkeersveiligheid en openbare werken. Ze bleef kabinetsmedewerker tot in januari 2024.
In januari 2024 trad Willemse toe tot het Brussels Hoofdstedelijk Parlement als opvolgster van Zoé Genot. Ze zetelde zes maanden in het parlement, tot aan de Brusselse gewestverkiezingen van juni 2024, waarbij ze niet werd herkozen. Van september tot december 2024 was ze als attaché opnieuw aan de slag bij Brussel Mobiliteit, om nadien weer politiek raadgever te worden op het kabinet van Brussels minister Elke Van den Brandt.